# LaTeX
LaTeX (Aussprache [ˈlaːtɛx], im deutschsprachigen Raum auch [ˈlaːtɛç] ⓘ, Eigenschreibweise: {\displaystyle \mathrm {L\!\!^{{}_{A}}\!\!\!\!\!\;\;T\!_{\displaystyle E}\!X} }) ist ein plattformunabhängiges und freies Softwarepaket, das die Benutzung des Textsatzsystems TeX mit Hilfe von Makros vereinfacht. LaTeX ist eine Auszeichnungssprache und ein Dateiformat, um insbesondere Texte, die mathematische Formeln enthalten, zu schreiben und für den Druck oder die Bildschirmansicht zu formatieren. 
LaTeX wurde Anfang der 1980er Jahre von Leslie Lamport entwickelt. Der Name bedeutet so viel wie Lamport TeX. Die Entwicklung wurde seit den 1990er Jahren von einer Anzahl Entwicklern weitergeführt. Heute ist LaTeX die populärste Methode, TeX zu verwenden. Das Softwarepaket liegt mit Stand vom Januar 2025 in der Version LaTeX release 2024-11-01 vor.

## Geschichte
Das Basis-Programm von LaTeX ist TeX. TeX wurde von Donald E. Knuth während seiner Zeit als Informatik-Professor an der Stanford University entwickelt. Auf TeX aufbauend entwickelte Leslie Lamport Anfang der 1980er Jahre LaTeX, eine Sammlung von TeX-Makros, die die Benutzung für den durchschnittlichen Anwender gegenüber TeX vereinfachten und erweiterten. Der Name LaTeX ist eine Abkürzung für Lamport TeX.
Lamports Entwicklung von LaTeX endete gegen 1990 mit der Version 2.09. Die aktuelle Version LaTeX 2ε wurde ab 1989 von einer größeren Zahl von Autoren um Frank Mittelbach, Chris Rowley und Rainer Schöpf entwickelt. Wesentliche Erweiterungen von Lamports Versionen bestanden in einem „vierdimensionalen“ Mechanismus für das Umschalten zwischen Zeichensätzen („New Font Selection Scheme“, „NFSS“), in einem komplexeren Mechanismus für das Einlesen von Zusatzpaketen und in einer entsprechenden „Paketschreiberschnittstelle“ für die Erstellung und Dokumentation von auf LaTeX aufbauenden Makropaketen. Die beiden Entwicklungsstufen von LaTeX sind nicht kompatibel.
LaTeX 2ε ist seit Mitte der 1990er-Jahre die am weitesten verbreitete Methode, TeX zu verwenden.

## Grundprinzipien

### Kein WYSIWYG
Im Gegensatz zu anderen Textverarbeitungsprogrammen, die nach dem What-you-see-is-what-you-get-Prinzip funktionieren, arbeitet der Autor mit Textdateien, in denen er innerhalb eines Textes anders zu formatierende Passagen oder Überschriften mit Befehlen textuell auszeichnet. Das Beispiel unten zeigt den Quellcode eines einfachen LaTeX-Dokuments. Bevor das LaTeX-System den Text entsprechend setzen kann, muss es den Quellcode verarbeiten. Das dabei von LaTeX generierte Layout gilt als sehr sauber, sein Formelsatz als sehr ausgereift. Außerdem ist die Ausgabe u. a. nach PDF, HTML und PostScript möglich. LaTeX eignet sich insbesondere für umfangreiche Arbeiten wie Diplomarbeiten und Dissertationen, die oftmals strengen typographischen Ansprüchen genügen müssen. Insbesondere in der Mathematik und den Naturwissenschaften erleichtert LaTeX das Anfertigen von Schriftstücken durch seine komfortablen Möglichkeiten der Formelsetzung gegenüber üblichen Textverarbeitungssystemen. Das Verfahren von LaTeX wird auch mit WYSIWYAF (What you see is what you asked for) umschrieben.
Das schrittweise Arbeiten erfordert vordergründig im Vergleich zu herkömmlichen Textverarbeitungen einerseits eine längere Einarbeitungszeit, andererseits kann das Aussehen des Resultats genau festgelegt werden. Die längere Einarbeitungszeit kann sich jedoch lohnen, insbesondere bei Folgeprojekten mit vergleichbarem Umfang oder ähnlichen Erfordernissen. Inzwischen gibt es auch grafische Editoren, die mit LaTeX arbeiten können und WYSIWYG oder WYSIWYM (What you see is what you mean) bieten und ungeübten Benutzern den Einstieg deutlich erleichtern können. Beispiele für LaTeX-Entwicklungsumgebungen sind im Abschnitt Entwicklungsumgebungen aufgelistet.

### Logisches Markup
Bei der Benutzung von LaTeX wird ein sogenanntes generisches oder logisches Markup verwendet, um Inhalt und Form konsequent voneinander zu trennen. Soll beispielsweise in einem Dokument eine Überschrift erstellt werden, so wird der Text nicht wie in TeX rein optisch hervorgehoben (etwa durch Fettdruck mit größerer Schrift, also: \font\meinfont=cmb10 at 24pt \meinfont Einleitung), sondern die Überschrift wird als solche gekennzeichnet (z. B. mittels \section{Einleitung}). In den Klassen- oder sty-Dateien wird global festgelegt, wie eine derartige Abschnittsüberschrift zu gestalten ist: „das Ganze fett setzen; mit einer Nummer davor, die hochzuzählen ist; den Eintrag in das Inhaltsverzeichnis vorbereiten“ usw. Dadurch erhalten alle diese Textstellen eine einheitliche Formatierung. Außerdem wird es dadurch möglich, automatisch aus allen Überschriften im Dokument mit dem Befehl \tableofcontents ein Inhaltsverzeichnis zu generieren.

### Plattformunabhängigkeit
Wie TeX selbst, so ist auch LaTeX weitestgehend rechner- und plattformunabhängig verwendbar. Das bedeutet, dass es für die meisten Betriebssysteme analog zu TeX auch für LaTeX lauffähige, produktiv einsetzbare LaTeX-Installationen gibt. Zu diesen Betriebssystemen gehören zum Beispiel Windows seit der Version 3.x bis zur aktuellen Version 11, Apple macOS sowie diverse Linux-Distributionen. Unter der Voraussetzung, dass alle verwendeten Zusatzpakete (siehe unten) in geeigneten Versionen installiert sind, besteht der Vorteil der Verwendung von LaTeX darin, dass das Ergebnis unabhängig von der verwendeten Rechnerplattform und dem verwendeten Drucker in den beiden Ausgabeformaten DVI und PDF hinsichtlich der Schriftarten und -größen sowie der Zeilen- und Seitenumbrüche im Druck stets exakt gleich ist. LaTeX ist hierbei nicht auf die Schriftarten des jeweiligen Betriebssystems angewiesen. Jene Betriebssystem-Schriftarten sind häufig für die Anzeige am Monitor optimiert. LaTeX enthält eine Reihe eigener Schriftarten, die ihrerseits für den Druck optimiert sind. Mit den neueren TeX-Engines XeTeX und LuaTeX können jedoch auch die systemweit installierten Schriften verwendet werden.

### Technik, Alternativen, Entwicklung, Lizenz
LaTeX bildet ein „Format“ in einem TeX-spezifischen Sinne. Es besteht im Kern aus einer Datei latex.ltx von Makrodefinitionen, die in ein Speicherabbild latex.fmt nach Ausführung der Definitionen umgewandelt wird. Diese Datei wird für jeden Dokumenterzeugungslauf zuerst von der „Engine“ (einem Binärprogramm wie TeX, pdfTeX oder LuaTeX) eingelesen. Andere bedeutende Formate sind plain TeX und ConTeXt. Im Vergleich zu diesen existieren für LaTeX besonders viele Zusatzpakete – weitere Makrosammlungen –, die auf den Makros in latex.ltx aufbauen und die zunächst mit der Engine und den Makros in latex.ltx gegebenen Darstellungsmöglichkeiten beträchtlich erweitern. Sie sind zu einem großen Teil von LaTeX-Anwendern zunächst für spezielle eigene Bedürfnisse (Veröffentlichungen, Lehrmaterial, Abschlussarbeiten) entwickelt und dann der Allgemeinheit mit meist freier Lizenz zur Verfügung gestellt worden. Speziell für diesen Zweck wurde die LaTeX Project Public License entwickelt, die auch für latex.ltx und weitere Pakete der Hauptentwickler von LaTeX gilt. Viele solcher Zusatzpakete sind auch im Auftrag von Verlagen, Fachzeitschriften, Fachgesellschaften und Hochschulen (für Abschlussarbeiten) für die Umsetzung ihrer Gestaltungsrichtlinien entwickelt worden.
Ein neues Textsatzsystem Typst versucht, ein einfaches Markup der Eingabe und die Möglichkeit der Nutzung üblicher Programmierkonstrukte mit einer hohen typographischen Qualität der Ausgabe zu vereinen. Dieses System ist seit März 2023 im Beta-Test und wurde im Juli 2023 bei der Tagung TUG 2023 vorgestellt.

## Verbreitung
Aufgrund seiner Stabilität, der freien Verfügbarkeit für viele Betriebssysteme und des ausgezeichneten Formelsatzes sowie seiner Features speziell für wissenschaftliche Arbeiten wird LaTeX vor allem an Universitäten und Hochschulen, aber z. T. auch an Gymnasien mit Spezialklassen im Bereich Informatik benutzt. Insbesondere in der Mathematik und den Naturwissenschaften ist LaTeX die Standardanwendung für wissenschaftliche Arbeiten und wird dafür auch von Wissenschaftsverlagen und wissenschaftlichen Zeitschriften verwendet.
Es gibt auch spezielle Pakete für andere Fachgebiete, etwa zum Notensatz für Musiker, zur Ausgabe von Lautschrift für Linguisten, zum Setzen von altsprachlichen Texten für Altphilologen oder zum Bibliografieren für Juristen und Geisteswissenschaftler. Auch einige Unternehmen setzen LaTeX ein, unter anderem, um Handbücher, Fahrpläne und Produktkataloge zu erzeugen.

## Ergänzende Software

### Programme
Es existiert eine Reihe von Zusatzprogrammen für LaTeX, die unterschiedlichste Funktionen in LaTeX bereitstellen und in den TeX-Distributionen enthalten sind:
- BibTeX automatisiert die Erstellung von Literaturverzeichnissen.
- eine Weiterentwicklung von BibTeX ist das LaTeX-Paket BibLaTeX, das zusammen mit dem Programm Biber verwendet wird; damit können auch Unicode-Quellen verarbeitet werden.
- pdfTeX ist die Standard-TeX-Engine geworden; sie erzeugt aus .tex- direkt .pdf-Dokumente, mit vielen Möglichkeiten von PDF.
- LuaTeX gilt als Nachfolger von pdfTeX. Als Eingabecodierung wird UTF-8 verwendet, OpenType-Schriften werden unterstützt, die Programmiersprache Lua ist eingebettet. Die Weiterentwicklung von LuaTeX findet als LuaMetaTeX im ConTeXt-Projekt statt.
- MakeIndex und xindy zum Erzeugen von Stichwortverzeichnissen.
- MusiXTeX für den Notensatz.

Dazu gehören auch Werkzeuge wie PSTricks oder PGF/TikZ, die Zeichnungen oder Grafiken erstellen oder umwandeln können.
Darüber hinaus gibt es unter anderem folgende Programme:
- tikz2pdf, ein Python-Skript, um allein stehende PGF/TikZ-Dateien als PDF-Dokumente zu setzen
- JabRef, ein Javaprogramm zur Verwaltung von Bibliografie-Dateien (.bib). Auf dem Mac steht dafür außerdem BibDesk als native Anwendung zur Verfügung.

### Konverter
Zur besseren Einbindung in andere Projekte und zur Erweiterung der Ausgabemöglichkeiten gibt es eine Reihe von Konvertern:
- TeX4ht und LaTeX2html dienen zur Umwandlung von LaTeX in HTML und XML. TeX4ht unterstützt auch die Konvertierung in die Formate DocBook, OpenDocument Text (ODT), TEI und Java Help.
- mediawiki2latex ist ein Haskell-Programm, das Wiki-Seiten nach LaTeX, PDF, OpenDocument Text (ODT), EPUB und HTML wandelt.
- Writer2LaTeX ist ein Java-Programm, das OpenOffice.org/LibreOffice-Textdateien in LaTeX, BibTeX oder XHTML wandelt.
- Pandoc liest Markdown, reStructuredText, HTML, LaTeX und schreibt Markdown, reStructuredText, HTML, LaTeX, ConTeXt, PDF, RTF, DocBook XML, OpenDocument Text (ODT), GNU Texinfo, MediaWiki, groff sowie S5 für Präsentationen im Webbrowser.
- Es gibt zahlreiche weitere Projekte zur Konvertierung von LaTeX nach HTML, die meisten davon sind heute aber inaktiv, darunter etwa Hevea und das Python-Skript PlasTeX.

### KOMA-Script
Die LaTeX-Standardklassen wurden ursprünglich für Bedürfnisse von US-amerikanischen Benutzern entwickelt. Sie orientieren sich dementsprechend an deren typografischen Konventionen und Papierformaten. Aus diesem Grund wurden zusätzliche Pakete und Klassen geschaffen, die es erlauben, auf europäische typografische Konventionen und DIN-Papierformate umzuschalten.
KOMA-Script von Markus Kohm geht auf die Style-Familie „Script“ zurück, die Frank Neukam ursprünglich für LaTeX 2.09 entwickelt hatte. Sie setzen Arbeiten des Typografen Jan Tschichold in LaTeX um.
KOMA-Script ist ein „Bundle“ aus mehreren Dokumentenklassen, das die komplette Benutzerschnittstelle der Standardklassen implementiert und diese um zusätzliche Funktionen erweitert, für die sonst eine Vielzahl von weiteren Paketen geladen werden müssten. Infolge dieser Flexibilität und Kompatibilität haben die KOMA-Script-Klassen inzwischen im deutschsprachigen Raum in vielen Bereichen die Standardklassen verdrängt. Abgesehen vom Layout empfiehlt sich KOMA-Script, weil seine vielen weiteren Erweiterungen aufeinander abgestimmt sind, während man bei Verwendung der Standardklassen viele Pakete hinzu laden müsste, die manchmal nicht miteinander kompatibel sind.
Häufig dient KOMA-Script auch Autoren von Spezialklassen als Grundlage. Dies ist nicht allein auf den europäischen Raum beschränkt. Als Beispiel sei die japanische Anpassung für Briefe genannt, die direkt in KOMA-Script integriert ist.

## Schriftart, Zeichenkodierung und Sonderzeichen
Folgende drei Befehle finden sich in so gut wie jedem deutschen LaTeX-Dokument, da sie den Umgang mit Sonderzeichen und Übersetzungen betreffen.

### Zeichenkodierung
LaTeX verwendet seit 2018 standardmäßig UTF-8 als Eingabekodierung. Das zuvor essentielle Paket inputenc (Einbindung mit \usepackage[utf8]{inputenc}) wird daher nur noch für die Unterstützung anderer erweiterter Eingabe-Zeichensätze benötigt. Es dient der Umwandlung einer beliebigen Eingabe-Zeichenkodierung in eine interne LaTeX-Standardsprache. Neben utf8 und dessen Erweiterung utf8x gibt es noch andere Kodierungen, so zum Beispiel latin1 (wurde früher häufig unter Linux und Windows verwendet) oder applemac (eine Kodierung, die häufig für Textdateien unter Mac OS verwendet wurde). Wichtig ist, dass die Zeichenkodierung angegeben wird, die bei der Erstellung der TeX-Datei im Texteditor verwendet wurde. Im Austausch, bei wechselseitiger Bearbeitung, kann es bei unterschiedlicher Eingabe-Zeichenkodierung zu Problemen kommen.

### Schriftart
Die Standardschriftart von LaTeX ist die Computer-Modern-Schriftfamilie (CM). Standardmäßig bietet diese aber nicht alle 256 Zeichen des europäischen Zeichenvorrates in T1-Kodierung. Umlaute z. B. werden ohne den Einsatz der ec-Schriften nur aus den begrenzt vorhandenen Zeichen neu zusammengesetzt. Die ec- und tc-Schriften bieten dagegen einen Zeichenvorrat entsprechend der T1- und TS1-Kodierung. Eingebunden wird die T1-Version der Computer-Modern-Schriftsippe mit \usepackage[T1]{fontenc}. Dadurch ist auch sichergestellt, dass in einem PDF Umlaute gefunden werden.
Die Computer-Modern-Schriftfamilie liegt in METAFONT vor. Eine entsprechende Implementierung im (veralteten) PostScript-Type-1-Format sind die cm-super-Schriften.
LaTeX kann die 35 PostScript-Basisschriften verarbeiten; diese müssen ebenso wie andere Schriften gesondert eingebunden werden. Gleichwertige Klone dieser Schriften sind in den Distributionen enthalten. Die früher üblichen Type-1-Fonts müssen dagegen erst für TeX angepasst werden. Zu vielen Schriftarten gibt es Pakete, die man einfach hinzulädt, um sie in einem Dokument zu aktivieren. Einige Pakete enthalten neben der LaTeX-Unterstützung auch die Schriften selbst in einer freien Version. Mit den aktuellen TeX-Implementierungen, wie LuaTeX, LuaMetaTeX und XeTeX, können OpenType-Fonts verwendet werden. Damit ist es möglich, Unicode für die Eingabe-Datei und für die Font-Kodierung zu verwenden.
Für LaTeX stehen mehr als 100 freie Schriftarten zur Verfügung. Eine umfassende Übersicht mit Schrift-Beispielen bietet der LaTeX Font Catalogue.

### Babel-System
Das Makropaket Babel bietet eine Erweiterung, mit der es möglich wird, LaTeX nicht nur für englische Dokumente, sondern in vielen Sprachen zu benutzen. Es wurde 1989 von Johannes L. Braams begründet. Seit 1992 wird es von ihm gemeinsam mit Javier Bezos und dem LaTeX-Team gepflegt.
Durch die Eingabe von  \usepackage[ngerman]{babel} werden die Trennmuster für die Silbentrennung in neuer deutscher Rechtschreibung geladen. Außerdem werden sprachspezifische Befehle im Dokument in der jeweiligen Sprache gesetzt („Inhaltsverzeichnis“ statt „table of contents“, „Kapitel“ anstelle von „chapter“ usw.). Zudem können Sonderzeichen leichter eingegeben werden, es gibt kleinere Anpassungen für die sprachspezifische Typografie, und es ist möglich, zwischen mehreren Sprachen in einem Dokument umzuschalten.
Vorausgegangen war die Entwicklung von german.sty durch Hubert Partl und weitere Autoren. Die deutsche LaTeX-Anpassung german.sty wurde zuvor beim sechsten TeX-Benutzertreffen im Oktober 1987 in Münster festgelegt.

## Aufbau eines Dokuments
Auf der linken Seite ist ein Beispiel als Quelltext dargestellt, das mit einem beliebigen Texteditor erstellt werden kann. Rechts ist die Ausgabe dieses Beispiels dargestellt, die unabhängig vom Bildschirm- oder Druckertyp ist, auf dem sie erzeugt wird.
| Quelltext eines LaTeX-Dokumentes | Ausgabe des Dokumentes |
| --- | ---------------------- |
| %% Erläuterungen zu den Befehlen erfolgen unter %% diesem Beispiel. \documentclass{scrartcl} \usepackage[utf8]{inputenc} \usepackage[T1]{fontenc} \usepackage{lmodern} \usepackage[ngerman]{babel} \usepackage{amsmath} \title{Ein Testdokument} \author{Otto Normalverbraucher} \date{5. Januar 2004} \begin{document} \maketitle \tableofcontents \section{Einleitung} Hier kommt die Einleitung. Ihre Überschrift kommt automatisch in das Inhaltsverzeichnis. \subsection{Formeln} \LaTeX{} ist auch ohne Formeln sehr nützlich und einfach zu verwenden. Grafiken, Tabellen, Querverweise aller Art, Literatur- und Stichwortverzeichnis sind kein Problem. Formeln sind etwas schwieriger, dennoch hier ein einfaches Beispiel. Zwei von Einsteins berühmtesten Formeln lauten: \begin{align} E &= mc^2 \\ m &= \frac{m_0}{\sqrt{1-\frac{v^2}{c^2}}} \end{align} Aber wer keine Formeln schreibt, braucht sich damit auch nicht zu beschäftigen. \end{document} |                        |

LaTeX-Befehle beginnen immer mit einem Backslash (\) und können Parameter zwischen geschweiften ({}) sowie optionale Parameter zwischen eckigen Klammern ([]) enthalten (\befehl[optionaler parameter]{parameter}).
Mit dem ersten Befehl, \documentclass, wird definiert, was für eine Art von Text in dem Dokument folgen soll. Für deutsche Dokumente sind die KOMA-Script-Klassen grundsätzlich den Standardklassen vorzuziehen, deswegen werden diese im Folgenden verwendet. Die Klasse scrartcl ist für kürzere Artikel gedacht, scrreprt für längere Berichte und scrbook für Bücher. Die Klasse bestimmt unter anderem die oberste Hauptgliederungsebene eines Textes: scrbook und scrreprt beginnen mit Kapitel (\chapter), scrartcl mit Abschnitt (\section). Über den Hauptgliederungsebenen existiert bei allen Klassen noch die Möglichkeit, das Dokument in Teile oder Bände (\part) aufzuteilen. Alle drei Klassen kennen ein Inhaltsverzeichnis, die Klassen scrartcl und scrreprt zusätzlich eine optionale Zusammenfassung (abstract), scrbook nicht. Es gibt weitere Klassen für Folien, Präsentationen (beispielsweise beamer) oder DIN-gerechte Briefe (beispielsweise scrlttr2).
Der Befehl \usepackage bindet LaTeX-Pakete ein, mit denen in dem Dokument gegebenenfalls zusätzliche Funktionen genutzt werden können oder beispielsweise die deutsche Rechtschreibung und Worttrennung ausgewählt wird. Im obigen Beispiel werden die im Deutschen standardmäßig zu verwendenden Pakete benutzt.
Das Paket inputenc mit der Option utf8 zeigt LaTeX die Codierung der verwendeten ASCII-Datei an. Weitere Möglichkeiten sind hier bspw. latin1, ansinew. fontenc weist LaTeX an, eine Schrift (T1) zu verwenden, die echte Umlaute enthält. So kann die PDF-Datei hinterher nach diesen Umlauten auch durchsucht werden. Leider ist diese Schrift keine Vektorschrift und Ligaturen werden auch nur bedingt gut umgesetzt. Das behebt das Paket lmodern final.
Mit den Befehlen \title und \author lassen sich der Titel des Dokumentes und der Name des Autors definieren. Diese können dann im gesamten Dokument genutzt werden oder beispielsweise automatisch mit dem Befehl \maketitle ausgegeben werden.
Erst mit \begin{document} startet der eigentliche Inhalt des Dokumentes. Jeder Text, der zwischen \begin{document} und \end{document} steht, wird ausgegeben. Mit Befehlen wie \section oder \subsection lässt sich der Text mit Überschriften strukturieren.

## Benötigte Software-Komponenten
Um mit LaTeX zu arbeiten, werden zwei Dinge benötigt: einerseits die LaTeX-Software und andererseits ein Texteditor bzw. eine Entwicklungsumgebung, mit der der LaTeX-Quelltext eingegeben und die Umsetzung in ein fertig gesetztes Dokument angestoßen wird.

### LaTeX-Distributionen
Die LaTeX-Software besteht aus den (La)TeX-Makros, Schriften, Skripten und Zusatzprogrammen. Der einfachste Weg, um sie zu installieren, ist eine Distribution zu wählen. Diese installiert alle notwendigen Programme und die gebräuchlichsten Zusätze. Bekannte Distributionen sind:
- TeX Live (Unix/Linux/Windows/Mac)
- MacTeX (TeX Live mit den nötigen Anpassungen für macOS und weiteren Programmen)
- MiKTeX (primär für Windows, aber auch für Linux und macOS verfügbar).

Für die Linux-basierten Distributionen Ubuntu und Debian gibt es eigene Pakete. Hier reicht es, den Befehl sudo apt install texlive-full zu verwenden. Einen ähnlichen Weg gehen MacPorts sowie Homebrew, für die es ebenfalls TeX-Live-Pakete gibt, die unter macOS installiert werden können, um bestimmte Abhängigkeiten innerhalb der Ports aufzulösen. Im Normalfall sollte man auf dem Mac aber MacTeX wählen.

### Entwicklungsumgebungen

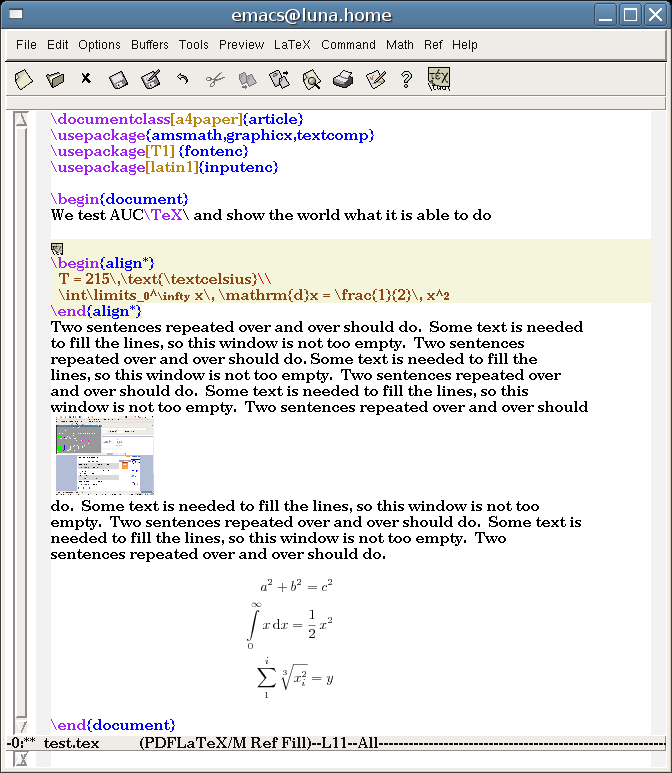
AUCTeX mit previewLaTeX im Einsatz

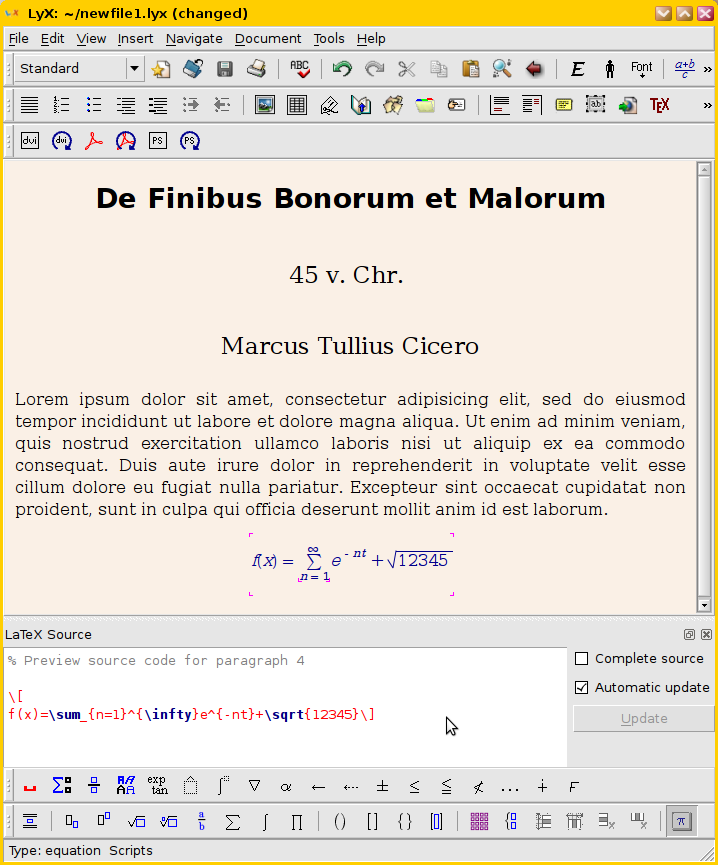
Das Hauptfenster von LyX stellt Überschriften und Formeln graphisch dar. Die Eingabe erfolgt direkt im oberen Teil. Die Anzeige der Befehle im unteren Teil dient nur der Information.

LaTeX-Dokumente werden im Allgemeinen mittels einer Entwicklungsumgebung erstellt. Zwar kann man LaTeX-Dokumente auch mit Hilfe eines einfachen Texteditors und der Kommandozeile erstellen, doch bieten die auf LaTeX angepassten Programme mehr Funktionen und Komfort. Viele LaTeX-Befehle, Sonderzeichen und Symbole sind über die grafische Benutzeroberfläche zugänglich und teilweise lassen sich darüber auch einfache Tabellen erstellen. Für große Projekte bieten Entwicklungsumgebungen eine Verwaltung und Strukturdarstellung. Dokumentenvorlagen und DVI-Vorschau finden sich fast überall. Zur Verbesserung der Lesbarkeit des Codes gibt es eine Syntaxhervorhebung und teilweise auch eine Autovervollständigung von Befehlen. Manche Programme bieten eine Rechtschreibprüfung. Umlaute werden von manchen Entwicklungsumgebungen automatisch in LaTeX-Befehle übersetzt. Der fortschrittlichere Ansatz zur Verwendung von Umlauten ist eine geeignete Zeichenkodierung und ein dazu passendes LaTeX-Paket. Manche Umgebungen unterstützen insbesondere Unicode. Damit können Umlaute und weitere Zeichen wie zum Beispiel das Mikro-Zeichen µ (nicht-kursives griechisches My) oder das Gradzeichen ° direkt im Quelltext verwendet werden.
Es folgt eine unvollständige, nach Betriebssystemen unterteilte Liste einiger (grafischer) Editoren oder Entwicklungsumgebungen für LaTeX (vgl. TeX#Entwicklungsumgebungen).

#### Multiplattform
- Eclipse (IDE) mit der Erweiterung TeXlipse
- Emacs mit der Entwicklungsumgebung AUCTeX
- Geany ist eine Entwicklungsumgebung für Windows und UNIX-Derivate
- Gummi ist ein GTK-basierter LaTeX-Editor mit Vorschau-Funktion
- IntelliJ IDEA mit dem Plugin TeXiFy IDEA
- LyX bietet ein graphisches Frontend nach dem Konzept von „What You See Is What You Mean“
- ShareLaTeX ist ein Open Source browser-basierter LaTeX-Editor, der auch gemeinschaftliches (kollaboratives) Schreiben unterstützt und von der kommerziellen Overleaf-Plattform (früher WriteLaTeX) als Backend benutzt wird
- Sublime Text mit dem Plugin LaTeXing
- Texmaker ist ein freier LaTeX-Editor für Unix-Systeme, macOS und Windows, vergleichbar mit Kile (Linux), hat viele Makros, vordefinierte Umgebungen, Sonderzeichen und Unterstützung für Unicode
- TeXstudio ist ein Fork von Texmaker und daher ebenfalls freie Software mit vergleichbarem Funktionsumfang
- TeXworks ist ein TeX-Editor (LaTeX, ConTeXt, XeTeX etc.) für Windows, Unix-Systeme und macOS, der den Einstieg in die TeX-Welt erleichtern soll. TeXworks ist Unicode-basiert und enthält einen PDF-Betrachter. Außerdem ist TeXworks im MikTeX-Softwarepaket enthalten.
- Verbosus ist ein browser-basierter LaTeX-Editor für gemeinschaftliches (kollaboratives) Schreiben
- Vim mit dem LaTeX-Suite-Plugin
- Visual Studio Code mit dem Plugin LaTeX Workshop

#### UNIX und Linux
- gedit (Gnome-Editor) mit LaTeX-Plugin
- Kile ist ein LaTeX-Editor für KDE.
- GNOME LaTeX ist ein LaTeX-Editor für Gnome.
- Winefish LaTeX Editor ist ein auf Bluefish basierender LaTeX-Editor für Gnome

#### macOS
- BibDesk ist ein Programm, das eine benutzerfreundliche Oberfläche zur Literaturverwaltung mit BibTeX liefert (freie Software).
- iTeXMac bedarf etwas mehr Einarbeitung, bietet dafür aber gute Möglichkeiten, auch größere Projekte übersichtlich zu bearbeiten und individuell zu gestalten (freie Software).
- Texpad ist ein umfangreicher Editor unter macOS, welcher sich in der iCloud integrieren lässt und für Teamarbeit ausgelegt ist. (kommerziell).
- TeXShop ist ein weit verbreiteter Editor unter macOS (freie Software).
- TextMate ist ein vielseitiger Texteditor mit guter Unterstützung für LaTeX (proprietär).
- LaTeXiT[30] ist ein kleines Programm, mit dem man LaTeX-Zeichensätze in Gleichungen umwandeln und in Dokumente einbauen kann. Über die „Dienste“-Option ist es auch möglich, einen Zeichensatz direkt in einem (Textverarbeitungs)-Programm umzuwandeln.

#### Windows
- BaKoMa TeX: WYSIWYG-Editor (proprietär)
- Inlage: Unterstützt Tablet-Funktionen von Windows 7 (Freeware)
- Kile (freie Software)
- LEd (LaTeXEditor)[31] (Donationware)
- Scientific Word: WYSIWYM-Editor (proprietär)
- SciWriter: XML-basierter WYSIWYM-Editor, unterstützt XHTML + MathML sowie LaTeX-Export (Shareware)
- TexPortable ist eine (portable) Entwicklungsumgebung, bestehend aus MiKTeX, Texmaker und SumatraPDF[32] (freie Software)
- TeXnicCenter (freie Software)
- WinEdt (Shareware)
- WinShell: Unterstützt Unicode (UTF-8), Rechtschreibprüfung, BibTeX-Datenbank[33] (Freeware)

#### eComStation und OS/2
- EPM ist der erweiterbare Standardeditor von eComStation (kurz eCS) und OS/2, der durch das kostenlose EPM TeX Front End (EPMTFE) (Debian Free Software Guidelines-Kompatible Lizenz) um Syntaxhervorhebung, Codevervollständigung und ein Menü für VTeX/2 (siehe Weblinks) oder eine beliebige andere TeX-Umgebung erweitert wird. Es gibt zwei Versionen des EPMTFE, classic und VTeX, wobei die classic-Variante seit Dezember 2004 manuell aus dem Quellcode erstellt werden muss und nicht mehr vorkompiliert vorliegt.
- LyX ist eine Portierung des Multiplattform-Editors auf Basis von Qt.

## Aussprache und Schreibweise von „LaTeX“
Die Zeichen T, E, X im Namen kommen von den griechischen Großbuchstaben Tau, Epsilon und Chi, so wie sich auch der Name von TeX aus dem griechischen τέχνη (Geschicklichkeit, Kunst, Technik) ableitet. Aus diesem Grund bestimmte TeX-Erfinder Donald E. Knuth die Aussprache als [tɛx], das heißt mit einem stimmlosen velaren Frikativ („Ach-Laut“) wie im Neugriechischen. Dagegen äußerte Leslie Lamport, er schreibe keine bestimmte Aussprache für LaTeX vor.
Die von Knuth bestimmte Aussprache bereitet nichtgriechischen Muttersprachlern oft Schwierigkeiten. Daher herrscht im Deutschen die Aussprache [ˈlaːtɛç] mit einem stimmlosen palatalen Frikativ vor („Ich-Laut“), im Englischen die Aussprachen [ˈlɑːtɛk] oder [ˈleɪtɛk]. Die Aussprache mit x [ks] ist unüblich.
Der Name wird traditionell mit einem speziellen typografischen Logo gedruckt (dargestellt in der Infobox am Anfang des Artikels). Kann im laufenden Text dieses Logo nicht genau reproduziert werden, wird das Wort in Unterscheidung zu Latex typischerweise in einer Kombination aus Groß- und Kleinbuchstaben als LaTeX dargestellt.
Die TeX-, LaTeX- und XeTeX- Logos können für den Einsatz in grafischen Web-Browsern nach den Vorgaben des LaTeX-internen Makros \LaTeX (oder \LaTeXe für die aktuelle Version) mit reinem CSS und XHTML dargestellt werden.

### Handbücher
- Markus Kohm: KOMA-Script. Eine Sammlung von Klassen und Paketen für LaTeX 2e. Anleitung zu Version 3.28 (= dante). 7., überarbeitete und erweiterte  Auflage. Lehmanns Medi, Berlin 2020, ISBN 978-3-96543-097-6.
- Leslie Lamport: LaTeX. A Document Preparation System. User’s Guide and Reference Manual. Addison-Wesley Longman, Amsterdam 1999, ISBN 0-201-52983-1 – Die englische Originalversion des offiziellen Handbuchs (deutsch: Das LaTeX-Handbuch. Addison-Wesley, 2. Auflage 1995, ISBN 3-89319-826-1. Die deutsche Fassung geht auch auf die Anpassung an die deutsche Sprache ein. Inzwischen vergriffen; eine Neuauflage ist nicht mehr geplant.)
- The LaTeX Companion
  - Frank Mittelbach, Ulrike Fischer, with contributions by Joseph Wright: The LaTeX companion. Part I (= Tools and techniques für computer typesetting). 3. Auflage. Addison-Wesley, Boston et al. 2023, ISBN 978-0-13-465894-0 (englisch).
  - Frank Mittelbach, Ulrike Fischer, with contributions by Javier Bezos, Johannes Braams, and Joseph Wright: The LaTeX companion. Part II (= Tools and techniques for computer typesetting). 3. Auflage. Addison-Wesley, Boston et al. 2023, ISBN 978-0-201-36300-5 (englisch).
  - Michel Goossens, Frank Mittelbach, Sebastian Rahtz, Denis Roegel, Herbert Voß: The LaTeX graphics companion. Tools and techniques for computer typesetting (= dante). 2. Auflage. Lehmanns Media, Berlin 2022, ISBN 978-3-96543-303-8 (englisch, Nachdruck).
  - Michel Goossens, Sebastian Rahtz, with Eitan M. Gurari, Ross Moore, and Robert S. Sutor: The LaTeX web companion. Integrating TeX, HTML, and XML (= Tools and techniques for computer typesetting). Addison-Wesley Longman, Boston et al. 2008, ISBN 978-0-201-43311-1 (englisch).

### Für Anfänger
- Marco Daniel, Patrick Gundlach u. a.: LaTeX 2ε Kurzbeschreibung. Internet, 2018. (PDF; 825 kB) – Grundlegende Einführung in das Setzen von Text und mathematischen Formeln.
- Manuela Jürgens, Thomas Feuerstack: LaTeX – Eine Einführung und ein bisschen mehr…. Hrsg. v. d. FernUniversität Hagen. Internet, 2017. (PDF; 3,2 MB) – Kleinschrittige Einführung in Text- und Formelsatz.
- Manuela Jürgens: LaTeX – Fortgeschrittene Anwendungen. Oder: Neues von den Hobbits …. Hrsg. v. d. FernUniversität Hagen. Internet, 2016. (PDF; 3,0 MB) – Beschreibung einiger zusätzlicher Gestaltungsmöglichkeiten.
- Herbert Voß: LaTeX – Referenz der Umgebungen, Makros, Längen und Zähler, Lehmanns Media, Berlin 2013, ISBN 978-3-86541-556-1 (freier Download).

### Lehrbücher
- Peter Flynn: Formatting information. An introduction to typesetting with LaTeX. 8. Auflage. silmaril, 26. August 2023 (englisch, silmaril.ie [abgerufen am 14. November 2023]).
- Joachim Schlosser: Wissenschaftliche Arbeiten schreiben mit LaTeX. Leitfaden für Einsteiger. 7., überarbeitete  Auflage. mitp, Frechen 2021, ISBN 978-3-7475-0446-8.
- Herbert Voß: Einführung in LaTeX. 4., korrigierte und erweiterte Auflage. Lehmanns Media, Berlin 2022, ISBN 978-3-96543-296-3.

### Besprechungen
Besprechungen neuer Bücher, die in der TeXnischen Komödie von DANTE erschienen sind, werden auf CTAN gesammelt. In jeder Ausgabe der Zeitschrift der TeX Users Group TUGboat erscheinen Rezensionen von Büchern über (La)TeX, das Druckereiwesen und die Typografie.